# Императрис (микрорегион)

Императрис на карте.

Императрис (порт. Microrregião de Imperatriz) — микрорегион в Бразилии, входит в штат Мараньян. Составная часть мезорегиона Запад штата Мараньян. Население составляет 566 866 человек (на 2010 год). Площадь — 29 244,649 км². Плотность населения — 19,38 чел./км².

## Демография
Согласно сведениям, собранным в ходе переписи 2010 г. Национальным институтом географии и статистики (IBGE), население микрорегиона составляет:
| Полное население                             | Полное население                             | Полное население                             | Полное население                             | 566 866 |
| -------------------------------------------- | -------------------------------------------- | -------------------------------------------- | -------------------------------------------- | ------- |
| в том числе:                                 | Городское население                          | 430 862                                      | Процент городского населения, %              | 76,01   |
|                                              | Сельское население                           | 136 004                                      | Процент сельского населения, %               | 23,99   |
|                                              | Мужское население                            | 281 339                                      | Процент мужского населения, %                | 49,63   |
|                                              | Женское население                            | 285 527                                      | Процент женского населения, %                | 50,37   |
| Плотность населения, чел/км²                 | Плотность населения, чел/км²                 | Плотность населения, чел/км²                 | Плотность населения, чел/км²                 | 19,38   |
| Население микрорегиона в % к населению штата | Население микрорегиона в % к населению штата | Население микрорегиона в % к населению штата | Население микрорегиона в % к населению штата | 8,62    |

## Статистика
- Валовой внутренний продукт на 2003 год составляет 1 881 313 380,00 реалов (данные: Бразильский институт географии и статистики).
- Валовой внутренний продукт на душу населения на 2003 год составляет 3593,90 реала (данные: Бразильский институт географии и статистики).
- Индекс развития человеческого потенциала на 2000 год составляет 0,668 (данные: Программа развития ООН).

## Состав микрорегиона
В составе микрорегиона включены следующие муниципалитеты:
1. Амаранти-ду-Мараньян
2. Асайландия
3. Буритирана
4. Сиделандия
5. Давинополис
6. Говернадор-Эдизон-Лобан
7. Императрис
8. Итинга-ду-Мараньян
9. Жуан-Лисбоа
10. Лажеаду-Нову
11. Монтиз-Алтус
12. Рибамар-Фикени
13. Сенадор-Ла-Рокки
14. Сан-Франсиску-ду-Брежан
15. Сан-Педру-да-Агуа-Бранка
16. Вила-Нова-дус-Мартириус